# Coniopteryx (Coniopteryx) prehensilis
Coniopteryx (Coniopteryx) prehensilis is een insect uit de familie van de dwerggaasvliegen (Coniopterygidae), die tot de orde netvleugeligen (Neuroptera) behoort. 
Coniopteryx (Coniopteryx) prehensilis is voor het eerst wetenschappelijk beschreven door Murphy & Lee in 1971.